# Departament bydgoski

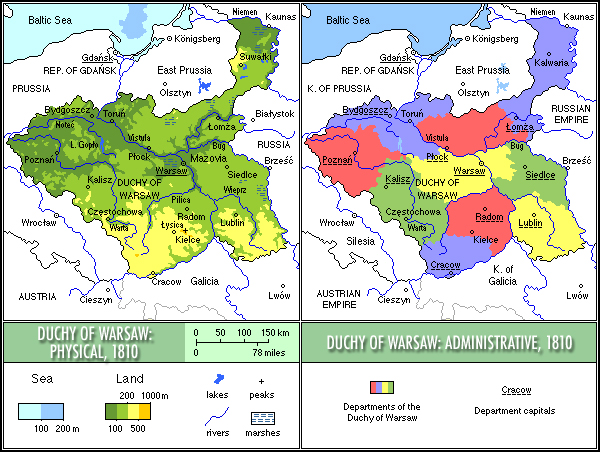
Podział administracyjny Księstwa Warszawskiego w 1810 r. Mapa przedstawia podział z lat 1809-1815.

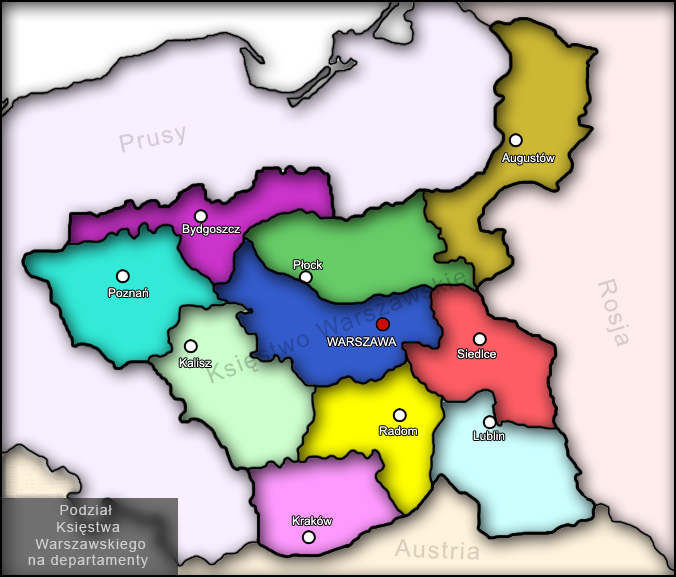
Departament bydgoski (fiolet) na mapie administracyjnej Księstwa Warszawskiego

Departament bydgoski (franc. Département de Bydgoszcz) – departament Księstwa Warszawskiego istniejący w latach 1807–1815 ze stolicą w Bydgoszczy, w 1815 r. w zasadniczej części włączony do Wielkiego Księstwa Poznańskiego, w części (powiaty: chełmiński, michałowski i toruński) do prowincji Prus Zachodnich i w pozostałej części (powiat kowalski i częściowo: brzeski i radziejowski) do Królestwa Polskiego (województwo warszawskie). Największym miastem departamentu był Toruń.

## Historia
Organizacja departamentu bydgoskiego rozpoczęła się w listopadzie 1806 r., po wkroczeniu wojsk francuskich. Byłe siedziby administracyjnych władz pruskich przekształcono na francuskie Cammer Commision w Kwidzynie i Bydgoszczy.
W mieście utworzono administrację polską oraz powstały oddziały wojska polskiego organizowane przez Amilkara Kosińskiego, przysłanego do Bydgoszczy przez gen. Henryka Dąbrowskiego, przebywającego w Poznaniu. Pierwszym prezesem kamery w Bydgoszczy został mianowany hrabia Franciszek Skórzewski, jednak od grudnia 1806 r. realną władzę administracyjną sprawował intendent francuski Gondot. Na początku 1807 r. z Bydgoszczy wyszła ofensywa polsko-francuska w kierunku Pomorza oraz Gdańska, zakończona oblężeniem tego miasta.
Zgodnie z decyzją Komisji Rządzącej z 14 stycznia 1807 r., departament bydgoski miał obejmować tereny dawnych Prus Zachodnich znajdujące się na lewym brzegu Wisły, włącznie z powiatem chojnickim, kamieńskim i wałeckim.
Jednakże w wyniku decyzji traktatu francusko-rosyjsko-pruskiego w Tylży 9 lipca 1807 r., do Księstwa Warszawskiego nie włączono terenów Pomorza Gdańskiego, natomiast włączono ziemię chełmińską, ale bez Grudziądza, Łasina i Radzynia Chełmińskiego, które pozostały w granicach zaboru pruskiego.
Od września do grudnia 1807 r. trwały działania, które miały uniezależnić nowo utworzoną Deputację Administracyjną w Toruniu od departamentu bydgoskiego, które jednak nie przyniosły pozytywnych rezultatów. Dnia 30 grudnia 1807 r. dzięki wpływowemu prefektowi departamentu bydgoskiego Antoniemu Gliszczyńskiemu deputacja w Toruniu została zlikwidowana, a Toruń i ziemia chełmińska włączone do departamentu bydgoskiego. W ten sposób mniejsza Bydgoszcz (ok. 4 tys. mieszk.) stała się siedzibą departamentu, obejmującego na prawach podprefektury większy Toruń (ok. 7 tys. mieszk.). Niezadowolenie mieszkańców Torunia załagodzono przez umieszczenie w tym mieście władz wojskowych i szkolnych departamentu oraz wydzielenie miasta, które zarządzane było przez prezydenta.
Ostatecznie według dekretu księcia warszawskiego Fryderyka Augusta z 19 grudnia 1807 roku departament bydgoski objął część terytorium byłego Obwodu Nadnoteckiego (4 powiaty), ziemię chełmińską (3 powiaty) i część Kujaw (3 powiaty).
Departament zamieszkiwało wówczas ok. 200 tys. osób, w tym dość duży udział narodowości niepolskich (Prusacy oraz Żydzi).
Na czele departamentu bydgoskiego od początku 1808 r. stał prefekt Antoni Gliszczyński, który odznaczył się jako postać wybitna.

## Podział na powiaty
Departament dzielił się w latach 1807–1815 na 10 powiatów:
- powiat brzeski (Le district Brzesc)
- powiat bydgoski (Le district Bydgoszcz)
- powiat chełmiński (Le district Chełmno)
- powiat inowrocławski (Le district Inowroclaw) z siedzibą w Gnojnie, od 29 marca 1808 w Inowrocławiu
- powiat kamieński (Le district Kamien) z siedzibą w Łobżenicy, od 29 marca 1808 w Wyrzysku
- powiat kowalski (Le district Kowal)
- powiat michałowski (Le district Michalowo) z siedzibą w Michałowie, od 29 marca 1808 w Brodnicy
- powiat radziejowski (Le district Radziejow)
- powiat toruński (Le district Torun)
- powiat wałecki (Le district Walcz) z siedzibą w Strzelcach, od 29 marca 1808 w Pile

## Siedziba
Urząd Prefektury Departamentu Bydgoskiego mieścił się w gmachu przy Starym Rynku wzniesionym w latach 1775–1778 dla władz Obwodu Nadnoteckiego.

## Prefekci departamentu bydgoskiego
| Data urzędowania                | Prefekt               | Uwagi |
| 24 stycznia 1808 - styczeń 1813 | Antoni Gliszczyński   | wcześniej poseł na Sejm Czteroletni, uczestnik powstania kościuszkowskiego, organizator Towarzystwa Przyjaciół Nauk, organizator władz Księstwa Warszawskiego, później członek Rady Stanu, senator i sędzia Królestwa Polskiego, minister spraw wewnętrznych Rządu Narodowego w czasie powstania listopadowego |
| styczeń 1813 - 2 marca 1813     | Franciszek Twarowski  | tymczasowy zastępca prefekta do kierowania prefekturą bydgoską, po opuszczeniu Bydgoszczy przez Antoniego Gliszczyńskiego, wcześniej szambelan króla Stanisława Augusta Poniatowskiego, podprefekt toruński, radca prefektury bydgoskiej                                                                       |
| 2 marca 1813 - 10 czerwca 1815  | Jan Ignacy Radoliński | oficjalnie powołany zastępca prefekta do kierowania prefekturą bydgoską; wcześniej poseł na Sejm Księstwa Warszawskiego |

## Inni urzędnicy departamentu bydgoskiego
| Osoba                | Uwagi |
| Jan Ignacy Bocheński | ksiądz katolicki, radca prefektury w Bydgoszczy, organizator szkolnictwa w departamencie bydgoskim, redaktor pierwszej polskiej gazety w Bydgoszczy |
| Jakub Winnicki       | urzędnik administracji Księstwa Warszawskiego, podprefekt bydgoski, radca Prefektury Departamentu Bydgoskiego, później więzień pruski               |
| Ignacy Zawadzki      | sekretarz generalny prefektury departamentu bydgoskiego, później landrat w Czarnkowie, Śremie i Poznaniu oraz radca regencyjny w Legnicy            |